# Hyptiastis
Hyptiastis är ett släkte av fjärilar. Hyptiastis ingår i familjen Lecithoceridae.
Kladogram enligt Catalogue of Life:
| Hyptiastis | \| \| Hyptiastis clematias \| \| \| \| \| \| Hyptiastis microcritha \| \| \| \| |
|            | \| \| Hyptiastis clematias \| \| \| \| \| \| Hyptiastis microcritha \| \| \| \| |
|            | Hyptiastis clematias                                                            |
|            |                                                                                 |
|            | Hyptiastis microcritha                                                          |
|            |                                                                                 |